# Pribovce, Bujanovac
Pribovce (izvirno srbsko Прибовце) je naselje v Srbiji, ki upravno spada pod Občino Bujanovac; slednja pa je del Pčinjskega upravnega okraja.

## Demografija
V naselju živi 248 polnoletnih prebivalcev, pri čemer je njihova povprečna starost 28,0 let (28,9 pri moških in 27,1 pri ženskah). Naselje ima 57 gospodinjstev, pri čemer je povprečno število članov na gospodinjstvo 6,11.
|  |

| Demografija | Demografija     | Demografija     |
| Leto        | Št. prebivalcev | Št. prebivalcev |
| ----------- | --------------- | --------------- |
|             |                 |                 |
|             |                 |                 |
|             |                 |                 |
|             |                 |                 |
| 1948        | 381             |                 |
| 1953        | 428             |                 |
| 1961        | 489             |                 |
| 1971        | 452             |                 |
| 1981        | 458             |                 |
| 1991        | 401             | 387             |
| 2002        | 423             | 348             |
|             |                 |                 |

| Etnična sestava po popisu iz leta 2002 | Etnična sestava po popisu iz leta 2002 | Etnična sestava po popisu iz leta 2002 | Etnična sestava po popisu iz leta 2002 | Etnična sestava po popisu iz leta 2002 |
| -------------------------------------- | -------------------------------------- | -------------------------------------- | -------------------------------------- | -------------------------------------- |
| Albanci                                | Albanci                                |                                        | 346                                    | 99,42%                                 |
| Romuni                                 | Romuni                                 |                                        | 1                                      | 0,28%                                  |
| Muslimani                              | Muslimani                              |                                        | 1                                      | 0,28%                                  |
| Neznano                                | Neznano                                |                                        | 0                                      | 0,0%                                   |